# Henri Pélissier
Henri Pélissier (París, 22 de gener de 1889 - Fourcherolles, 1 de maig de 1935) va ser un ciclista francès, campió del Tour de França de 1923.
A més de per les victòries aconseguides durant la seva carrera, va ser conegut per la llarga, i agre, disputa que mantingué amb el fundador del Tour de França, Henri Desgrange, així com per les protestes que va fer per les dures condicions que havien de suportar els corredors durant aquells anys.

## Biografia
Pélissier tenia dos germans més que, com ell, també arribaren a ser ciclistes professionals, Charles i Francis. Henri Pélissier va començar a córrer com a professional el 1911 i va acumular importants victòries abans de la Primera Guerra Mundial, incloent la Milà-San Remo el 1912, i tres etapes del Tour de França de 1914.
Després de la Gran Guerra va reprendre la competició guanyant la París-Roubaix el 1919.
Abans de la París-Roubaix de 1921, Henri i el seu germà Francis van exigir al seu patrocinador una retribució més gran que la misèria que habitualment rebien els corredors. La seva petició fou rebutjada i van inscriure's a la cursa com a corredors independents, sense el finançament d'un equip. Desgrange va prometre que mai no tornarien a aparèixer a la portada del seu diari l'Auto. Després d'una altra disputa a començaments de 1923, Desgrange va escriure Pélissier mai no guanyarà el Tour. No sap patir. Pélissier va guanyar aquell Tour. L'any següent es va retirar del Tour per una sanció que va considerar injustificada. En una entrevista va tornar a protestar per les condicions del Tour, dient ens tracten com a bèsties en un circ. El periodista, Albert Londres, va encunyar el terme convictes de la carretera, que ha estat aplicat als ciclistes des de llavors.
Pélissier era famós per ser discutit i temperamental, incitant amb freqüència companys d'equip i altres ciclistes del pilot. Després de la seva retirada, el 1928, la seva personalitat combativa va conduir a la seva vida a un ràpid deteriorament. El 1933 la seva esposa Léonie es va desesperar fruit de la seva convivència amb ell i es va suïcidar. Dos anys després, la seva nova companya, Camille Tharault, va matar Pélissier amb el mateix ganivet amb què prèviament l'havia atacada.

## Palmarès
- 1910
  - 1r a la París-Le Havre
  - 1r a la París-Plage-París
  - Vencedor d'una etapa al Tour de França dels Independents
- 1911
  - 1r a la Volta a Llombardia
  - 1r a la Milà-Torí
  - 1r a la Torí-Florència-Roma
- 1912
  - 1r a la Milà-San Remo
  - Vencedor de 2 etapes a la Volta a Bèlgica
- 1913
  - 1r a la olta a Llombardia
  - Vencedor d'una etapa al Tour de França
- 1914
  - Vencedor de 3 etapes al Tour de França
- 1917
  - 1r a la Trouville-París
- 1919
  -  Campió de França en ruta
  - 1r de la París-Roubaix
  - 1r de la Bordeus-París
  - 1r del Circuit de Morvan
  - 1r del Gran Prix de la Loire a Saint-Étienne
  - Vencedor d'una etapa al Tour de França
- 1920
  - 1r a la París-Brussel·les
  - 1r a la Volta a Llombardia
  - 1r a la París-Metz
  - 1r al Petit Circuit delss Camps de Batalla
  - 1r del Gran Prix de la Loire a Saint-Étienne
  - 1r del Gran Premi de l'Armistici
  - 1r del Challenge de París
  - 1r a la cursa de la cota de Mont Agel
  - Vencedor de 2 etapes al Tour de França
- 1921
  - 1r a la París-Roubaix
  - 1r a la cursa de la cota de Mont Agel
- 1922
  - 1r a la París-Tours
  - 1r a la París-Nancy
  - 1r del Circuit de París
  - 1r a la cursa de la cota de Mont Agel
- 1923
  - 1r al Tour de França i vencedor de tres etapes
- 1924
  - 1r de la París-Chauny
  - 1r del Gran Prix Automoto a Rouen

### Resultats al Tour de França
- 1912. Abandona a la 4a etapa
- 1913. Abandona a la 6a etapa i guanyador d'una etapa
- 1914. 2n a la classificació general i guanyador de tres etapes
- 1919. Abandona a la 5a etapa i guanyador d'una etapa
- 1920. Abandona a la 5a etapa i guanyador de dues etapes
- 1923. 1r a la classificació general i guanyador de tres etapes
- 1924. Abandona a la 3a etapa
- 1925. Abandona a la 4a etapa